# 肥後古流 (茶道)
肥後古流（ひごこりゅう）は、熊本藩で伝承された茶道の流派の一つ。千利休の流儀をそのまま伝えていると称される。古市・小堀・萱野の三家で伝承したことからそれぞれ古市流（ふるいちりゅう）・小堀流（こぼりりゅう）・萱野流（かやのりゅう）とも呼ぶ。

## 歴史
細川三斎（細川忠興）は利休七哲に数えられるほどの達人であるが、豊前小倉で忠利に家督を譲ると、忠利は寛永2年（1625年）に円乗坊宗圓の婿である古市宗庵を細川家の茶道役として召し抱えている。三斎も忠利も、古市宗庵に利休から変えることのない「古風の茶の湯」を伝えることを命じている。これが肥後古流の祖である。
円乗坊宗円（圓乗坊宗圓）は元は本能寺の僧であったが還俗して利休の四女の婿となり、利休から極真台子および盆点法を伝えられた唯一の人であると伝えられている。それによれば、利休の実子である道安はあまりにも器用で、独自の創意が多いため伝授されないまま利休が没してしまい、一方で養子の少庵は不器用であったため伝授されなかったという。宗圓には道鉄という子があったが、医業に秀でてこれに専念したため、婿の古市宗庵が一切を相伝されたと伝えられている。古市宗庵は後に京都に出て利休の孫同士として千宗旦に伝授した。その際の礼状があったが、昭和28年の大水害で失われた。熊本に伝わる宗旦作の茶杓や竹花入などが、その傍証となる。

## 歴代

### 古市家
古市家は初め200石、2世宗庵は加増されて300石、以後8世宗安まで茶道頭を勤めるが天保3年（1832年）に不行跡により知行召し上げとなる。9世宗栄は200石の茶道役に復し、10世宗安の時に維新を迎える。維新後は武田家に受け継がれており、同門組織として的々社がある。豊前小倉藩の茶道役（小笠原家茶道古流）にも古市家がある。
| 世   | 名       | 生没年月日          | 備考                              |
| ---- | -------- | ------------------- | --------------------------------- |
| 一   | 古市宗庵 | 不詳                | 横川理庵の子で円乗坊宗圓の婿      |
| 二   | 古市宗庵 | 不詳-1692年8月22日  | 初めは宗佐と称する                |
| 三   | 古市宗円 | 不詳-1691年8月4日   | 2世宗庵の養子で初めは宗佐と称する |
| 四   | 古市宗佐 | 不詳-1706年         | 2世宗庵の実子                     |
| 五   | 古市宗佐 | 不詳-1736年3月1日   |                                   |
| 六   | 古市宗園 | 不詳-1783年5月24日  |                                   |
| 七   | 古市宗庵 | 不詳-1825年1月30日  |                                   |
| 八   | 古市宗安 | 不詳-1844年8月24日  | 初め理庵と称する                  |
| 九   | 古市宗栄 | 不詳-1858年8月10日  | 8世宗安の養子                     |
| 十   | 古市宗安 | 不詳-1901年5月3日   | 初め周佐と称する                  |
| 十一 | 武田元凞 | 不詳‐1950年12月15日 | 10世宗安の門人                    |
| 十二 | 武田元二 | 1922年-             | 当代                              |

### 小堀家
小堀家は豊前において小姓に召し抱えられた小堀長左衛門を祖とし、その子長斎が慶安4年（1651年）に茶道役となったことに始まる。2世茂竹は古市家4世宗佐から皆伝を受け、これを5世宗佐に伝えている。3世長順常春は多才な人で、文筆に長け『茗理正伝』など多くを著し、また実父村岡伊太夫の立てた水術を受け継いで水練師範として小堀流踏水術を創始した。同門組織として白水会がある。
| 世   | 名         | 生没年月日            | 備考                                  |
| ---- | ---------- | --------------------- | ------------------------------------- |
| 一   | 小堀長斎   | 不詳-1696年8月12日    | 小堀長左衛門の子                      |
| 二   | 小堀茂竹   | 不詳-1737年12月26日   | 養子、後に長斎と称する                |
| 三   | 小堀長順   | 1700年-1771年10月2日  | 養子、村岡伊太夫の次男で、2世茂竹の甥 |
| 四   | 小堀全順   | 不詳-1807年1月7日     |                                       |
|      | 小堀弘順   | 不詳-1806年8月23日    |                                       |
| 五   | 小堀普順   | 不詳-1835年2月13日    |                                       |
| 六   | 小堀長順   | 不詳-1858年4月17日    |                                       |
| 七   | 小堀英記   | 不詳-1858年8月13日    | 養子                                  |
| 八   | 小堀長斎   | 1841年-1907年2月23日  | 6世長順の実子、後に長十と称する       |
| 九   | 小堀十一郎 | 1868年-不詳           | 半休と称した                          |
| 十   | 小堀周二   | 1894年-1988年10月16日 |                                       |
| 十一 | 小堀富夫   | 1930年1月23日-        | 熊本放送名誉会長,県文化協会会長       |

### 萱野家
古田織部の弟古田重府は、織部改易の折に難を逃れて豊前小倉の萱野伝左衛門に身を寄せた。萱野家の初代萱野正的は伝左衛門の姉の婿であり、「茶事に因縁ある」と記されていることから重府の子と見られている。古市家1世宗庵に師事して茶道役となり、茶道頭として200石を受けている。7世正房は維新の後に姓を古田に復して、以後門下の指導に当たっていたが、現在、古田家は指導を離れている。同門組織として松風会がある。
| 世 | 名       | 生没年月日           | 備考                                 |
| -- | -------- | -------------------- | ------------------------------------ |
| 一 | 萱野正的 | 1620年-1707年1月15日 | 後に甚斎、隠斎と称す、古田重府の子か |
| 二 | 萱野秀盈 | 1655年-1733年7月11日 | 正的の婿養子                         |
| 三 | 萱野成商 | 不詳-1739年5月8日    | 秀盈の婿養子                         |
| 四 | 萱野正勝 | 1719年-1780年6月22日 |                                      |
| 五 | 萱野正信 | 1749年-1820年7月22日 | 養子                                 |
| 六 | 萱野正名 | 1783年-1854年9月18日 |                                      |
| 七 | 古田正房 | 1815年-1904年1月10日 |                                      |
| 八 | 古田正寿 | 1851年-1886年5月21日 |                                      |
| 九 | 古田正雄 | 1876年-1960年2月27日 |                                      |